# Engyprosopon hensleyi
Engyprosopon hensleyi är en fiskart som beskrevs av Amaoka och Imamura, 1990. Engyprosopon hensleyi ingår i släktet Engyprosopon och familjen tungevarsfiskar. Inga underarter finns listade i Catalogue of Life.